# آب‌نبات‌چوبی (فیلم ۱۳۹۴)
آبنبات چوبی فیلمی به کارگردانی محمدحسین فرحبخش، نویسندگی علی اصغری و تهیه‌کنندگی عبدالله علیخانی محصول سال ۱۳۹۴ است.
این فیلم برای نمایش در بخش سودای سیمرغ سی و چهارمین دوره جشنواره فیلم فجر پذیرفته شده‌است. این فیلم در تاریخ ۲۷ مرداد ۱۳۹۵ در سینماهای ایران اکران شده‌است.

## خلاصه داستان
مارال (با بازی هنگامه حمیدزاده) قصد دارد با دوست پسرش مهرداد (با بازی میلاد کی‌مرام)، به خارج از کشور برود. خانواده مارال تفکری سنتی دارند و برادرش مرتضی (با بازی کریم امینی) هم که فردی خشن هست با او در تعارض است. این موضوع باعث می‌شود که مارال از خانه فرار کند. مرتضی در همین زمان به کمک داماد خانواده فرهاد (با بازی رضا عطاران) که شوهر دختر خاله اوست، در تلاش پیدا کردن مارال هستند. آنها نخست به سراغ همکلاسی قدیمی وی و سپس به سراغ مهرداد می‌روند و متوجه می‌شوند مهرداد از چهار سال گذشته از مارال بی‌خبر است. در همین زمان مارال وقتش را با دوست خیابانیش نگین (با بازی سحر قریشی) سپری می‌کند که و با او به پارتی‌های شبانه می‌رود. در این بین مارال و نگین ناپدید می‌شوند. مرتضی از طریق مادر نگین (با بازی شقایق فراهانی) به مرگ او پی می‌برد. در همین زمان پیامکی به مرتضی ارسال می‌شود که گویا شخصی از مارال خبر دارد. او این پیام را به فرهاد نشان می‌دهد و سپس تنهایی به محل قرار می‌رود. در آنجا نگین سوار ماشین می‌شود و مرتضی می‌فهمد که مرگ نگین صحنه سازی خود او بوده. نگین به مرتضی می‌گوید که مارال به قتل رسیده‌است. در آخر مشخص می‌شود مارال که با فرهاد رابطه پنهان داشته، از او باردار شده و توسط او به قتل می‌رسد. نگین به فرهاد می‌گوید اگر پولی به قیمت خون مارال به او ندهد، او را با فیلمی که از صحنه قتل مارال گرفته به پلیس لو می‌دهد. فرهاد پول را می‌دهد، زمانی که نگین خارج می‌شود، مرتضی، مادرش و مریم (زن فرهاد) به خانه فرهاد می‌روند و او را می‌کشند.

## بازیگران
- رضا عطاران در نقش فرهاد
- سحر قریشی در نقش نگین
- هنگامه حمیدزاده در نقش مارال
- میلاد کی‌مرام در نقش مهرداد
- شقایق فراهانی در نقش مادر نگین
- کریم امینی در نقش مرتضی
- نگار عابدی در نقش مریم
- صفا آقاجانی در نقش مادر مارال و مرتضی